# Isopterygium lioui
Isopterygium lioui är en bladmossart som beskrevs av Thériot och Potier de la Varde 1938. Isopterygium lioui ingår i släktet Isopterygium och familjen Hypnaceae. Inga underarter finns listade i Catalogue of Life.